# 載洸
載洸（1880年11月28日—1884年5月18日），清朝宗室，道光帝之孙，光绪帝的弟弟，醇亲王奕譞的第四子。

## 生平
光绪六年十月廿六日（1880年11月28日）出生，生母是嫡福晋叶赫那拉氏，他是光绪帝的同母弟，慈禧太后的外甥。光绪七年（1881年）十二月，奉慈禧太后懿旨，加恩赏给奉恩辅国公。光绪十年四月廿四日（1884年5月18日）夭折，终年五岁。